# Sheng

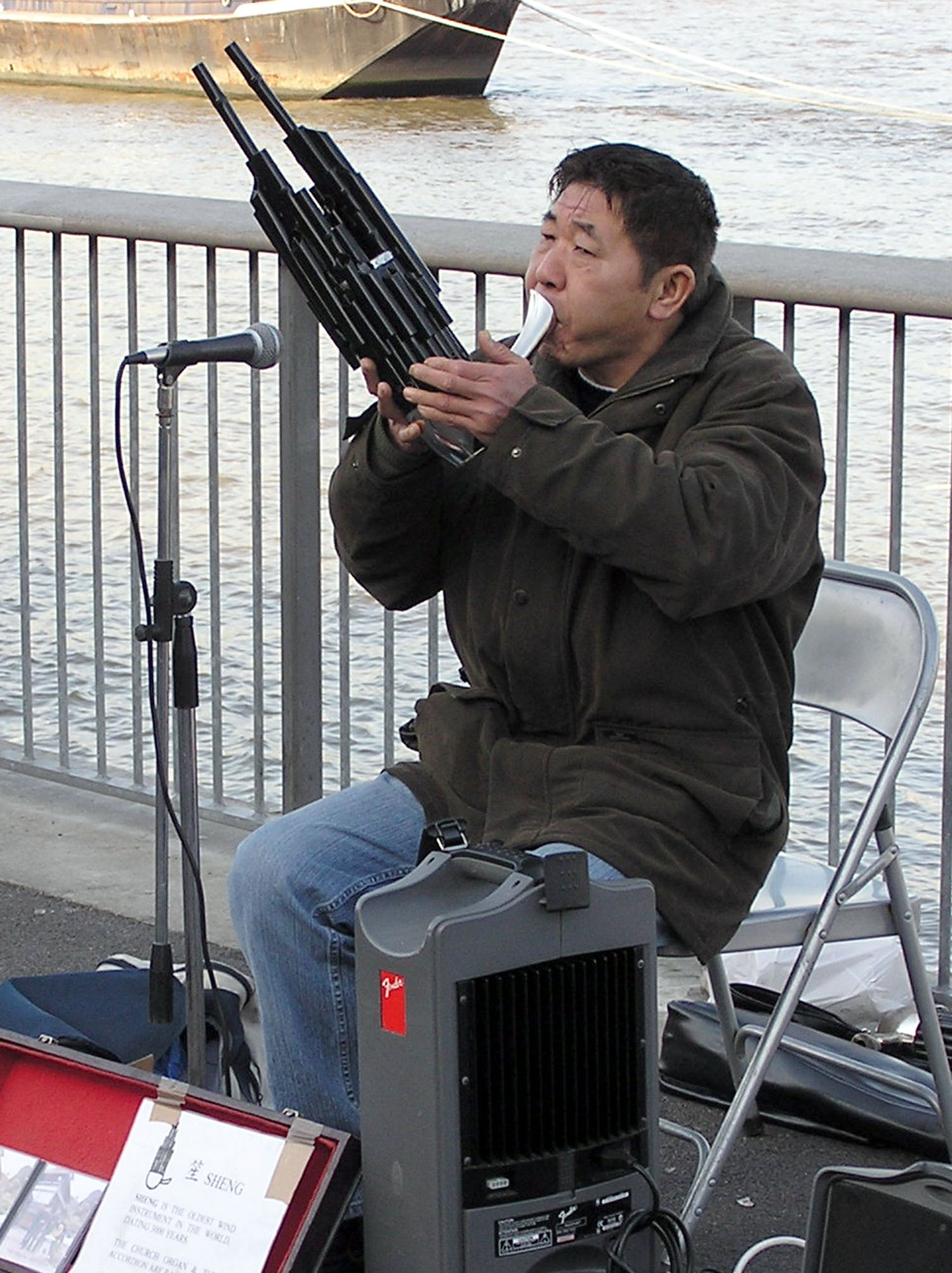
Sheng sendo executado em Londres

O Sheng (em chinês:  笙; Pinyin: sheng) é um instrumento musical chinês que consiste de tubos verticais. O sheng tem sido utilizado nas obras de alguns compositores não chineses, incluindo Lou Harrison, Risher Tim. Acredita-se que instrumentos como o acordeão e a gaita sejam derivados do sheng.
O sheng consiste em 14 ou mais tubos de metal colocados em uma cabaça e tocados pelo sopro do músico. Embora seu som fosse produzido pela vibração dos tubos, e não pela cabaça em si, ele pertence à categoria dos instrumentos de cabaça da música chinesa.